# Petar Rajič
Mons. Petar Rajič (* 12. června 1959, Toronto) je chorvatský římskokatolický kněz, arcibiskup a apoštolský nuncius.

## Mládí a studium
Narodil se 12. června 1959 v Torontu, Liberanovi a Dominice Rajičovým, chorvatským imigrantům pochazející z Bosny a Hercegoviny. Byl první ze tří dětí. Základní a středoškolské vzdělání získal na katolických školách ve svém rodném městě. Poté studoval na místní univerzitě urbanismus, kterou ukončil roku 1982.
Po škole nemohl najít dobře placenou práci na Torontských úřadech pro urbanismus, a tak zanechal příjemnou kariéru, která před ním čekala a rozhodl se zasvětit svůj život Bohu.
Proto se obrátil na tehdejšího biskupa Mostar-Duvno, Pavaa Žaniće aby ho přijmul jako kandidáta na kněze v rodném kraji jeho rodičů. Biskup ho přivítal a nabídl mu studovat filosofii a teologii v Římě. Nicméně chtěl poznat církev v Chorvatsku a zároveň zlepšit své znalosti chorvatského jazyka. Rozhodl se studovat v Vrhbosňanském semináři v Sarajevu.
Po dokončení škol byl 30. listopadu 1986 vysvěcen arcibiskupem Markem Jozinovićem na jáhna a 29. června 1987 byl biskupem Pavaem Žanićem vysvěcen na kněze.
Jako mladý kněz působil nejprve krátce v chorvatské farnosti v Torontu, a poté ho biskup Žanić poslal na další studia do Říma. Na Papežské lateránské univerzitě studoval kanonické právo. Poté byl přijmut na Papežskou církevní akademii. Studium kanonického práva zakončil obhajobou disertační práce a získal doktorský titul.

## Diplomat
Dne 1. července 1993 vstoupil do diplomatických služeb Svatého stolce. Kromě chorvatštiny a angličtiny ovládá, italštinu a francouzštinu.
První diplomatické zkušenosti získal na apoštolských nunciaturách v Íránu a Litvě.
Poté byl přesunut do Vatikánu, kde pracoval ve Státním sekretariátu v Sekci pro obecné záležitosti. Od července 2001 do prosince 2009, byl členem Rady Vatikánského televizního centra (Centro Televisivo Vaticano, CTV).
V červnu 2003 byl členem oficiálního doprovodu papeže Jana Pavla II., na pastorační návštěvě Chorvatska.
Dne 1. července 1994 mu byl udělen titul Kaplana Jeho Svatosti a 9. září 2003 titul Preláta Jeho Svatosti.

## Arcibiskup a apoštolský nuncius
Dne 2. prosince 2009 jej papež Benedikt XVI. jmenoval titulárním arcibiskupem ze Sarsenterumu, apoštolským nunciem v Bahrajnu, Kuvajtu, Kataru a apoštolským delegátem na Arabském poloostrově.
Biskupské svěcení přijal 23. ledna 2010 z rukou kardinála Tarcisia Bertoneho a spolusvětiteli byli kardinál Vinko Puljić a biskup Ratko Perić.
Dne 27. března 2010 byl jmenován apoštolským nunciem Jemenu a Spojených arabských emirátů.
Dne 15. června 2015 byl jmenován apoštolským nunciem v Angole.
Dne 15. června 2019 byl jmenován apoštolským nunciem v Litvě a 6. srpna 2019 nunciem v Estonsku a Lotyšsku.
Dne 11. března 2024 byl jmenován apoštolským nunciem v Itálii a San Marinu.